# 3277 Aaronson
3277 Aaronson (1984 AF1) là một tiểu hành tinh vành đai chính được phát hiện ngày 8 tháng 1 năm 1984 bởi Bowell, E. ở Đài thiên văn Lowell.